# 高橋こばと
高橋 こばと（たかはし こばと）は、 日本の漫画家。女性。代表作は、『トライアングルストームの歌が聴こえる』、『虹色ぱれっと♪』、『シエスタ!』、『星屑トラフィック』など。1999年からは同人サークル「メカニカルコード」としても活動している。

## 特徴
『COMICマオ』誌・『COMICポプリクラブ』誌（晋遊舎）に作品を発表していたが、『虹色ぱれっと♪』以後、『月刊Dokiッ!』誌に、『芳蜜ソルト』以降は『アクションピザッツ』に長篇を主体として発表している。男女ともに童顏のキャラクターを描いている。個人的にはお下げのキャラクターが好きだという。

## 作品リスト

### 単行本
- 『トライアングルストームの歌が聴こえる』 2003年1月（2002年11月発売）、晋遊舎〈晋遊舎コミックス〉、ISBN 4-88380-307-4
  - 「トライアングルストームの歌が聴こえる」第1話 - 第5話、epilogue （COMICポプリクラブ 2002年5月号 - 2002年9月号、12月号）
  - 「憂欝なブルースプリンガー」 （COMICポプリクラブ 2001年1月号）
  - 「FUZZY LINE COMPLEX」 （COMICマオ 2000年5月号）
  - 「ゆうまぐれの夏」 （COMICマオ 2000年9月号）
  - 「Stardust Invitation」 （COMICポプリクラブ 2001年5月号）
- 『FLAVOR MIX』 2004年2月（2003年12月発売）、晋遊舎〈晋遊舎コミックス〉、ISBN 4-88380-397-X
  - 「デリバリー☆ボックス」 （COMICポプリクラブ 2003年12月号）
  - 「PINK CHERRY BOM2」 （COMICポプリクラブ 2003年5月号）
  - 「強気sizeで行こう!」 （COMICポプリクラブ 2003年4月号）
  - 「シアワセ・パラダイム」 （COMICポプリクラブ 2003年3月号）
  - 「WHITE DISTANCE」 （COMICポプリクラブ 2003年2月号）
  - 「天使な誘惑 恋のススメ」 （COMICポプリクラブ 2003年1月号）
  - 「Hello!隣人注意報」 （COMICポプリクラブ 2002年3月号）
  - 「放課後のSeacret Library」 （COMICポプリクラブ 2002年1月号）
  - 「水際の戯れ」 （アンソロジー妹姫 2001年8月）
  - 「金曜日のぼくら」  （カラフルBee 1998年8月） ※デビュー作
  - 「デリバリー☆ボックスEXTRA」 （描き下ろし）
- 『虹色ぱれっと♪』 竹書房〈バンブーコミックス DOKI SELECT〉、全2巻
  1. 2006年6月（2006年5月17日発売[4]）、ISBN 4-8124-6464-1
  2. 2007年2月（2007年1月17日発売[5]）、ISBN 978-4-8124-6552-3
- 『シエスタ!』 竹書房〈バンブーコミックス DOKI SELECT〉、全2巻
  1. 2008年2月（2008年1月7日発売[6]）、ISBN 978-4-81246-781-7
  2. 2008年9月（2008年8月16日発売[7]）、ISBN 978-4-81246-862-3
- 『星屑トラフィック』 竹書房〈BAMBOO  COMICS  DOKI  SELECT〉、全3巻
  1. 2009年6月（2009年5月27日発売[8]）、ISBN 978-4-81247-093-0
  2. 2010年5月（2010年4月17日発売[9]）、ISBN 978-4-81247-259-0
  3. 2011年4月（2011年3月17日発売[10]）、ISBN 978-4-81247-523-2
- 『甘熟花実』 2011年9月（2011年8月27日発売[11]）、双葉社〈アクションコミックス アクションピザッツ〉、ISBN 978-4-57583-956-2
  - 収録作品：「隣人HONEY LIP」、「花咲きカノジョ」、「君に届くように」、「さざなみメロウ」、「私のセンセイ」、「プラチナ♥ホップ」、「ボーイ・ミーツ・ガール」、「夏色小町」、「潮風ステイ」
- 『芳蜜ソルト』 2012年3月12日発売[12]、双葉社〈アクションコミックス アクションピザッツ〉、ISBN 978-4-57584-047-6、全1巻
- 『彼方にあまね』 エンジェル出版〈アクションコミックス〉、全2巻
  - 2013年2月発売、ISBN 978-4-87306-487-1
  - 2014年1月発売、ISBN 978-4-87306-549-6
- 『溶けて溺れる～年上女性が乱れる時～』 2022年4月発売、エンジェル出版〈エンジェルコミックス PIZAZZ BRAND〉、ISBN 978-4-87306-993-7

### 未収録作品
- FORTUNE ECHO （COMICポプリクラブ 2004年4月号）
- カラフルatま～く （COMICポプリクラブ 2004年5月号 - 6月号）
- ホワイト*フラッグ*ジェネレーション （COMICポプリクラブ 2004年7月号）